# The Long Blondes
The Long Blondes — британская инди-рок-группа.

## Состав
- Кейт Джексон (Kate Jackson)
- Дориан Кокс (Dorian Cox)
- Рини Холлис (Reenie Hollis)
- Эмма Чаплин (Emma Chaplin)
- Скрич Лаудер Screech Louder

## История
The Long Blondes сформирована в 2003 году в Шеффилде, Великобритания. В ноябре 2006, после нескольких синглов, получивших признание критиков, на лейбле Rough Trade Records был выпущен дебютный альбом Someone to Drive You Home. После продолжительного европейского тура группа начала работу над вторым альбомом с DJ и продюсером Erol Alkan. Couples был выпущен в апреле 2008 года. 20 октября 2008 года группа опубликовала на своем сайте сообщение о прекращении музыкальной деятельности.

## Дискография

### Студийные альбомы
| 2006 | Someone to Drive You Home - Первый студийный альбом - Выпущен 6 ноября 2006 - Лейбл: Rough Trade | 44 | 1 |
| 2008 | «Couples» - Второй студийный альбом - Выпущен 7 апреля 2008 - Лейбл: Rough Trade                 | 48 | 2 |

### Компиляции
| 2008 | "Singles" - Компиляция - Выпущен 20 октября 2008 - Лейбл: Angular Records |  |  |

### Синглы
| Дата              | Название                            | Би-сайды                                                            | Лейбл                                   | Позиция в чарте UK | Дополнительно                       |
| ----------------- | ----------------------------------- | ------------------------------------------------------------------- | --------------------------------------- | ------------------ | ----------------------------------- |
| Июль 2004         | «New Idols»                         | «Long Blonde»                                                       | Thee Sheffield Phonographic Corporation |                    | Double A Side 7" single             |
| 30 сентября, 2004 | «Autonomy Boy»                      | «Long Blonde»                                                       | Filthy Little Angels                    |                    | Split 7" single with The Boyfriends |
| 29 ноября, 2004   | «Giddy Stratospheres»               | «Polly», «Darts»                                                    | Angular Recording Corporation           |                    | 7" single                           |
| Июнь 2005         | «Giddy Stratospheres»               | «Polly», «Autonomy Boy», «Darts»                                    | What's Your Rupture?                    |                    | 12" EP                              |
| 13 июня, 2005     | «Appropriation (By Any Other Name)» | «My Heart Is Out of Bounds», «Lust in the Movies»                   | Angular Recording Corporation           | 83                 | 7" and CD single                    |
| 12 декабря, 2005  | «Separated By Motorways»            | «Big Infatuation»                                                   | Good and Evil Records                   |                    | 7" single                           |
| 26 июня, 2006     | «Weekend Without Makeup»            | «Fulwood Babylon», «Platitudes», «Last Night On Northgate Street»   | Rough Trade Records                     | 28                 | 2X7" and CD single                  |
| 23 октября, 2006  | «Once And Never Again»              | «Five Ways To End It», «The Whippet Fancier», «Who Are You To Her?» | Rough Trade Records                     | 30                 | 2X7" and CD single                  |
| 5 февраля, 2007   | «Giddy Stratospheres»               | «All Bar One Girls», «Never To Be Repeated», «I’m Coping»           | Rough Trade Records                     | 37                 | 2X7" and CD single                  |
| 24 марта, 2008    | «Century»                           | «The Unbearable Lightness of Buildings»                             | Rough Trade Records                     |                    | 7" single and download              |
| 30 июня, 2008     | «Guilt»                             | «Melvin Farr», «Good As Gold», «Too Happy»                          | Rough Trade Records                     |                    | 7" single and download              |

### Неизданные песни
- Serpentine
- Not For The Want Of Trying
- Christmas Is Cancelled
- Marianne Marianne